# Těmice (Hodoníni járás)
Těmice település Csehországban, Hodoníni járásban. Těmice Syrovín, Žeravice, Vracov, Bzenec és Domanín településekkel határos. Lakosainak száma 942 fő (2024. január 1.).

## Népesség
A település lakosságának változását az alábbi diagram mutatja:
| Lakosok száma | 449  | 596  | 693  | 791  | 875  | 861  | 901  | 899  | 920  | 942  |
|               | 1869 | 1890 | 1921 | 1950 | 1980 | 2001 | 2017 | 2019 | 2022 | 2024 |

## Híres személyek
- itt született Josef Kolmaš (1933–2021) cseh sinológus, tibetológus